# 石灯胡同
39°54′06″N 116°21′57″E / 39.9015362°N 116.3659665°E
石灯胡同是位于中国北京市西城区中部的一条胡同。

## 简介
石灯胡同东起承恩胡同，北到光彩胡同，南到温家街。该胡同原名“石磴巷”，中华民国时期改为“石灯庵”，1965年北京市整顿地名时改为“石灯胡同”。
“镫”字有多种含义，一是中国古代盛放食品的用具，一即燈（如今简化为灯）。明朝《帝京景物略》卷四：“石灯庵，旧名吉祥，万历甲午（1594年）西吴僧真程自云栖来，葺之而居，发古甃下，得石幢一，式如灯台，傍镌般若心经一部。唐广德二年（764年）少府裴监施，朝请郎赵偃书，适黄仪部汝亨过其地，以庵甫治而蹬适出，遂手书额，自是称石镫庵焉。”明朝大臣、书法家黄汝亨题写的 “石磴庵”三字，被刻在庙门外的门额上。这条胡同也被人称作“石磴庵胡同”。清朝末年，此庵内尚存有一个石香炉，传说便是唐朝的石蹬。但香炉上已见不到刻字，胡同仍称石磴庵。1965年北京市整顿地名，去掉了胡同名字中的“庵”字，改为“石灯胡同”。如今，石灯庵早就荒废，石灯下落不明，此庵的旧址在新京畿道实验幼儿园分部（原为北京电视技术研究所托儿所）院内。
石灯庵前过去有一个小广场以及一条小河，为佛教信众放生之所。农历每月初八是放生日，来这里放生的民众非常多。